# NGC 6289
NGC 6289 é uma galáxia elíptica (E-S0) localizada na direcção da constelação de Draco. Possui uma declinação de +68° 30' 51" e uma ascensão recta de 16 horas, 57 minutos e 44,9 segundos.
A galáxia NGC 6289 foi descoberta em 19 de Agosto de 1884 por Edward D. Swift.